# Aimée Labarrere
Aimée Labarrere es una historiadora, filántropa y mecenas mexicana. 

## Biografía
Estudió licenciatura en Historia del Arte en el Instituto de Cultura Superior y cursó una maestría en estudios sobre arte en la Universidad Iberoamericana. 
Presidenta del Patronato de SOMA y Presidenta de Casa Gallina.
Fue reconocida por su continuo apoyo a organizaciones artísticas como el Patronato de Arte Contemporáneo A.C., la Fundación Olga y Rufino Tamayo o el Museo Universitario de Arte Contemporáneo (MUAC) con el Premio Montblanc en 2019.